# Clerodendrum speciosissimum
Clerodendrum speciosissimum là một loài thực vật có hoa trong họ Hoa môi. Loài này được Drapiez mô tả khoa học đầu tiên năm 1836.

## Hình ảnh

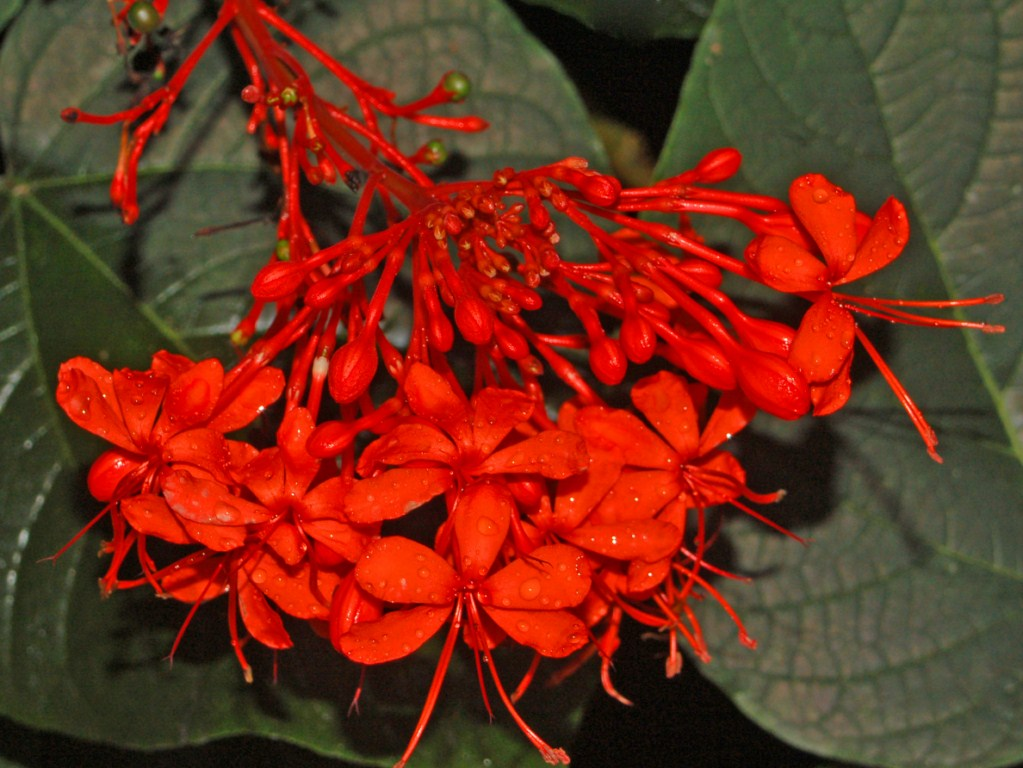
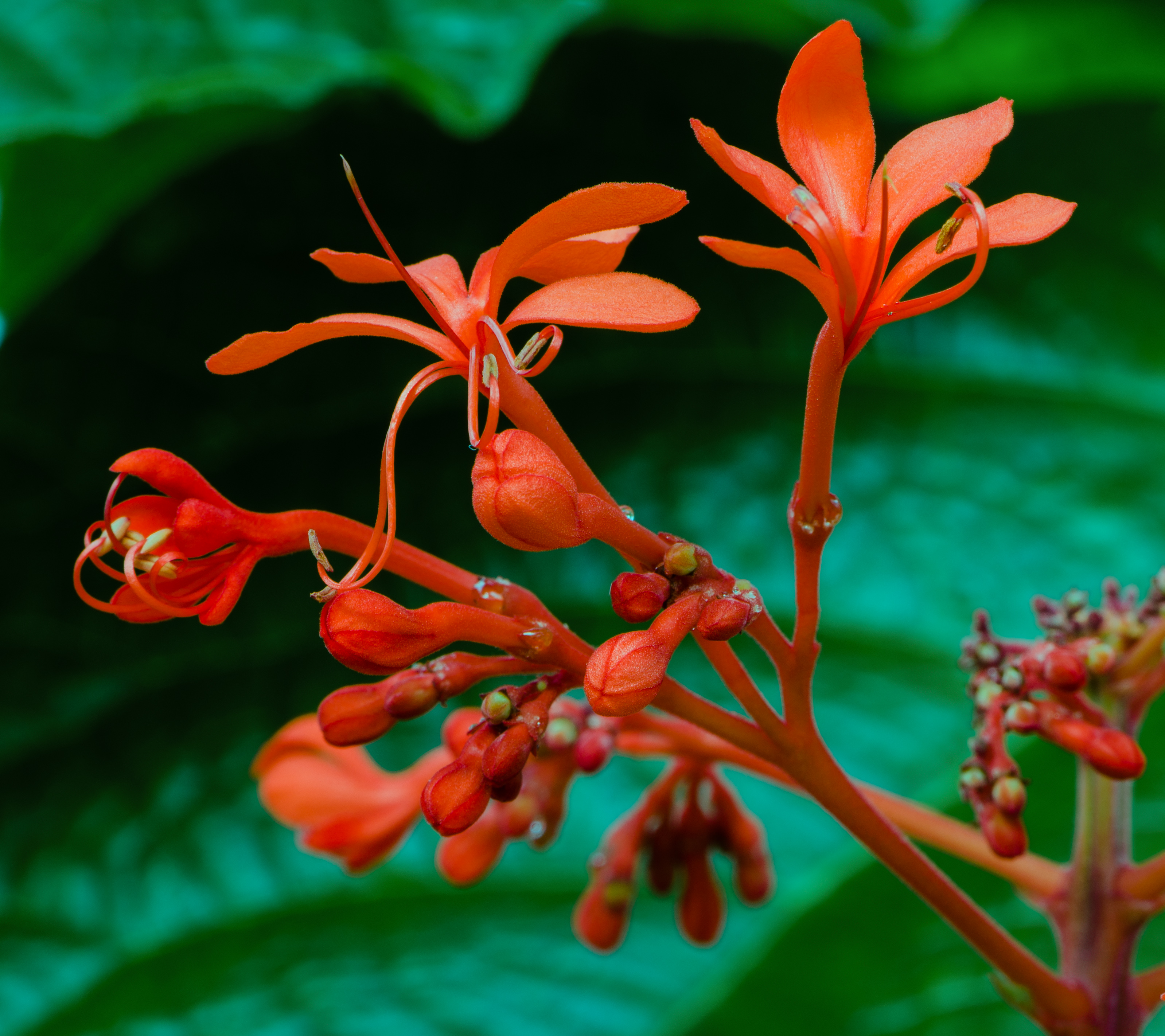
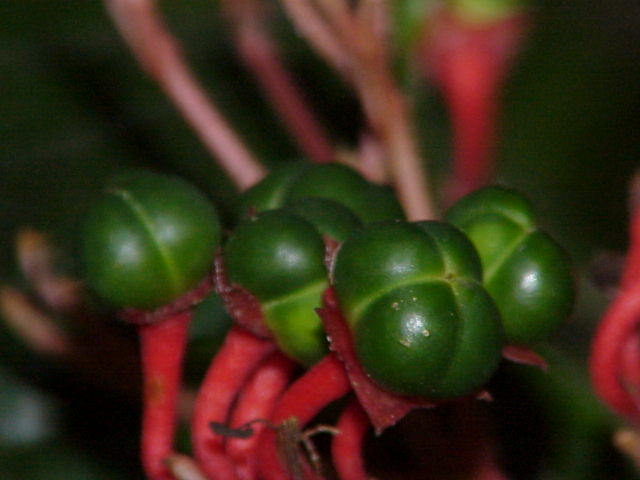
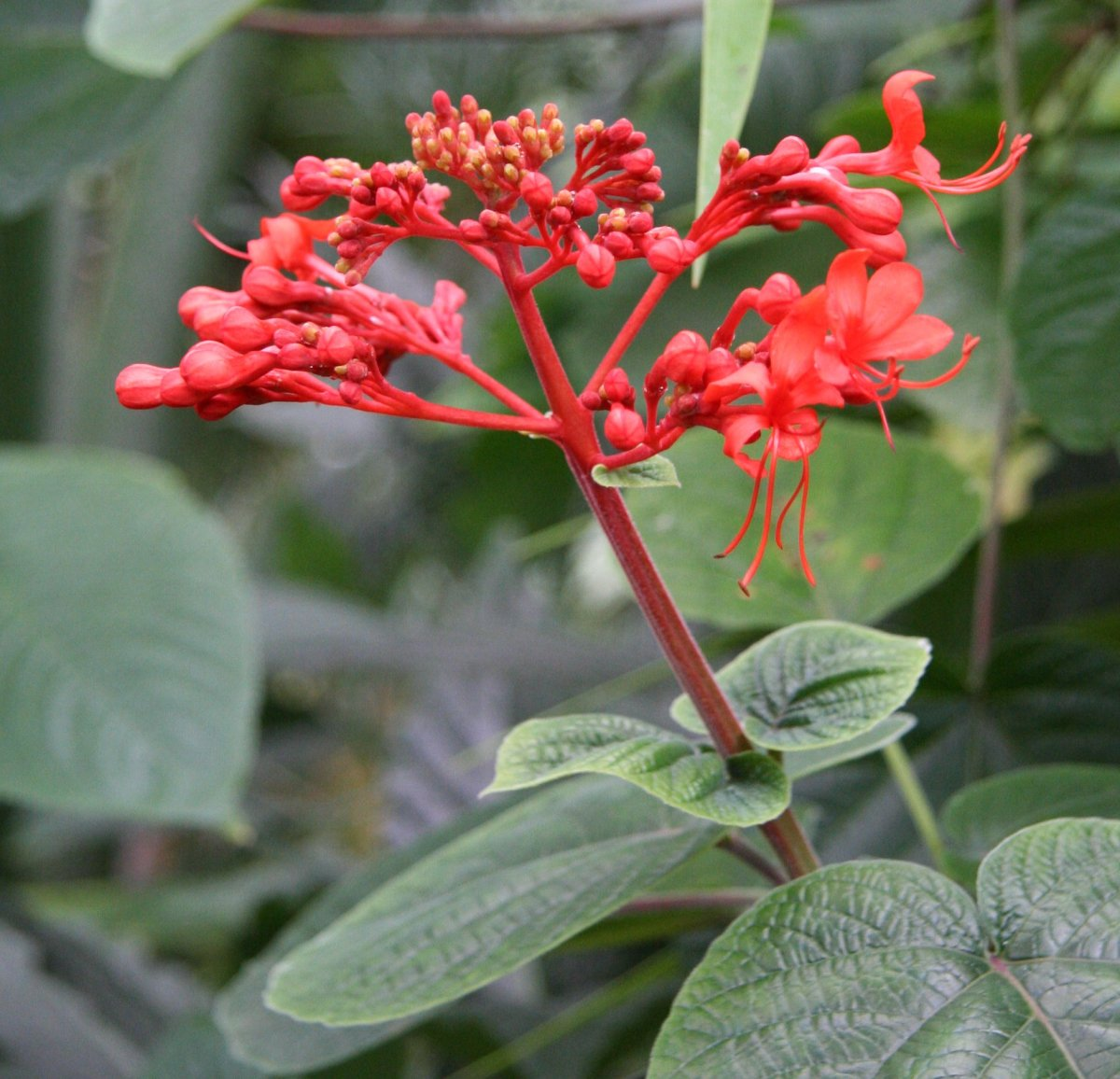